# Tracy Caulkins
Tracy Caulkins (n. 11 ianuarie 1963, Winona⁠(d), Minnesota, SUA) este o înotătoare ce a reprezentat Statele Unite ale Americii, medaliată olimpică. A participat la o ediție a Jocurilor Olimpice (1984) în care a câștigat 4 medalii de aur.